# Vlatko Stojanovski
Vlatko Stojanovski (in macedone Влатко Стојановски?; Delčevo, 23 aprile 1997) è un calciatore macedone, attaccante del Besa Dobërdoll.

## Caratteristiche tecniche
È un centravanti.

## Carriera

### Club
Ha giocato nella prima divisione macedone, in quella croata ed in quella francese.

### Nazionale
Ha giocato nella nazionale macedone Under-21.
Il 16 novembre 2019 ha esordito con la nazionale maggiore macedone disputando l'incontro di qualificazione per gli Europei 2020 perso 2-1 contro l'Austria, trovando il gol della bandiera nei minuti di recupero.

## Statistiche

### Cronologia presenze e reti in nazionale
| Cronologia completa delle presenze e delle reti in nazionale ― Macedonia del Nord | Cronologia completa delle presenze e delle reti in nazionale ― Macedonia del Nord | Cronologia completa delle presenze e delle reti in nazionale ― Macedonia del Nord | Cronologia completa delle presenze e delle reti in nazionale ― Macedonia del Nord | Cronologia completa delle presenze e delle reti in nazionale ― Macedonia del Nord | Cronologia completa delle presenze e delle reti in nazionale ― Macedonia del Nord | Cronologia completa delle presenze e delle reti in nazionale ― Macedonia del Nord | Cronologia completa delle presenze e delle reti in nazionale ― Macedonia del Nord |
| Data                                                                              | Città                                                                             | In casa                                                                           | Risultato                                                                         | Ospiti                                                                            | Competizione                                                                      | Reti                                                                              | Note                                                                              |
| --------------------------------------------------------------------------------- | --------------------------------------------------------------------------------- | --------------------------------------------------------------------------------- | --------------------------------------------------------------------------------- | --------------------------------------------------------------------------------- | --------------------------------------------------------------------------------- | --------------------------------------------------------------------------------- | --------------------------------------------------------------------------------- |
| 16-11-2019                                                                        | Vienna                                                                            | Austria                                                                           | 2 – 1                                                                             | Macedonia del Nord                                                                | Qual. Euro 2020                                                                   | 1                                                                                 | 13’                                                                               |
| 19-11-2019                                                                        | Skopje                                                                            | Macedonia del Nord                                                                | 1 – 0                                                                             | Israele                                                                           | Qual. Euro 2020                                                                   | -                                                                                 | 61’                                                                               |
| 11-10-2020                                                                        | Tallinn                                                                           | Estonia                                                                           | 3 – 3                                                                             | Macedonia del Nord                                                                | UEFA Nations League 2020-2021 - 1º turno                                          | -                                                                                 | 78’                                                                               |
| 14-10-2020                                                                        | Skopje                                                                            | Macedonia del Nord                                                                | 1 – 1                                                                             | Georgia                                                                           | UEFA Nations League 2020-2021 - 1º turno                                          | -                                                                                 | 80’                                                                               |
| 15-11-2020                                                                        | Skopje                                                                            | Macedonia del Nord                                                                | 2 – 1                                                                             | Estonia                                                                           | UEFA Nations League 2020-2021 - 1º turno                                          | 1                                                                                 | 59’ 69’                                                                           |
| 18-11-2020                                                                        | Erevan                                                                            | Armenia                                                                           | 1 – 0                                                                             | Macedonia del Nord                                                                | UEFA Nations League 2020-2021 - 1º turno                                          | -                                                                                 | 62’                                                                               |
| 25-3-2021                                                                         | Bucarest                                                                          | Romania                                                                           | 3 – 2                                                                             | Macedonia del Nord                                                                | Qual. Mondiali 2022                                                               | -                                                                                 | 54’ 89’                                                                           |
| 31-3-2021                                                                         | Duisburg                                                                          | Germania                                                                          | 1 – 2                                                                             | Macedonia del Nord                                                                | Qual. Mondiali 2022                                                               | -                                                                                 | 90’                                                                               |
| 21-6-2021                                                                         | Amsterdam                                                                         | Macedonia del Nord                                                                | 0 – 3                                                                             | Paesi Bassi                                                                       | Euro 2020 - 1º turno                                                              | -                                                                                 | 78’                                                                               |
| 22-10-2022                                                                        | Abu Dhabi                                                                         | Arabia Saudita                                                                    | 1 – 0                                                                             | Macedonia del Nord                                                                | Amichevole                                                                        | -                                                                                 | 46’                                                                               |
| Totale                                                                            |                                                                                   | Presenze                                                                          | 10                                                                                |                                                                                   | Reti                                                                              | 2                                                                                 |                                                                                   |